# 阿夫迪伊夫卡市镇
阿夫迪伊夫卡市级市镇（羅馬化：Avdiivska miska hromada）是乌克兰顿涅茨克州波克羅夫斯克區的一个市镇，行政中心为阿夫迪伊夫卡。市镇面积为30.2平方公里，人口数量为32,579人（2020年）。

## 居民点
该市镇包括一个城市（阿夫迪伊夫卡）和一个镇（奥皮特内）。